# Nikołaj Griebniew
Nikołaj Griebniew (ur. 11 września 1948) – radziecki lekkoatleta specjalizujący się w rzucie oszczepem.
Wicemistrz Europy z  Pragi (1978). Wieloletni reprezentant ZSRR, kilkukrotny uczestnik Pucharu Europy (zwyciężał w 1975 i 1977). Rekord życiowy: 89,82 m (1 lipca 1978, Dortmund)